# Duitstalige Gemeenschapsverkiezingen 2024
Op zondag 9 juni 2024 werden in de Belgische Duitstalige Gemeenschap verkiezingen voor het Parlement van de Duitstalige Gemeenschap gehouden. Deze vallen samen met de Vlaamse, Waalse, Brusselse, federale en Europese verkiezingen.

## Vooraf
Na de verkiezingen van 2019 vormden ProDG, de SP en PFF de regering-Paasch II onder leiding van ProDG'er Oliver Paasch.

## Kandidaten

### Lijsttrekkers
| Partij | Partij | Lijsttrekker        |
| ------ | ------ | ------------------- |
|        | CSP    | Jérôme Franssen     |
|        | Ecolo  | Fabienne Colling    |
|        | ProDG  | Oliver Paasch       |
|        | PFF    | Gregor Freches      |
|        | Vivant | Michael Balter      |
|        | SP     | Antonios Antoniadis |

Overige lijsten:
- Liste24.dg: Gerhard Schmitz
- HUPPERTZ+CO: Jolyn Huppertz

### Kandidatenlijsten
| Plaats      | CSP                     | Ecolo               | PFF                       | ProDG               | SP                         | Vivant              |             |
| Effectieven | Effectieven             | Effectieven         | Effectieven               | Effectieven         | Effectieven                | Effectieven         | Effectieven |
| ----------- | ----------------------- | ------------------- | ------------------------- | ------------------- | -------------------------- | ------------------- | ----------- |
| 1           | Jérôme Franssen         | Fabienne Colling    | Gregor Freches            | Oliver Paasch       | Antonios Antoniadis        | Michael Balter      |             |
| 2           | Patricia Creutz-Vilvoye | Andreas Jerusalem   | Evelyn Jadin              | Lydia Klinkenberg   | Mechtilde Neuens           | Elena Peters        |             |
| 3           | Steffi Pauels           | Isabelle François   | Ralph Schröder            | Ewald Gangolf       | Björn Klinkenberg          | Alain Mertes        |             |
| 4           | Marcel Henn             | René Janssen        | Gerhard Löfgen            | Liesa Scholzen      | Kirsten Neycken-Bartholemy | Diana Stiel         |             |
| 5           | Lukas Teller            | Clara Falkenberg    | Shayne Piront             | José Grommes        | Lothar Faymonville         | Marco Hoffmann      |             |
| 6           | Pascal Arimont          | Walther Collubry    | Frederik Wertz            | Freddy Cremer       | Deby Bollig                | Andreas Meyer       |             |
| 7           | Etienne Simar           | Lina Neuens         | Sacha Brandt              | Elke Comoth         | Manuel Dollendorf          | Sven Carl           |             |
| 8           | Anne-Marie Hermann      | Philipp Schröder    | Dajana Collignon-van Beek | Kathy Elsen         | Michelle Jost              | Sabine Jacobs       |             |
| 9           | Saskia Langer           | Denisa Ibrahimović  | Daniel Müller             | Lisa Göbbels        | Evelyne Cappaert           | Bruno Tumelero      |             |
| 10          | Michael Johnen          | Stephan Noël        | Yvonne Christmann         | Patrick Laschet     | Dirk Laschet               | Reinold Ritter      |             |
| 11          | Elena Theissen          | Claudine Demonthy   | Donovan-Jason Niessen     | Alain Stellmann     | Yvonne Vonhoff             | Patrick Severin     |             |
| 12          | Dominique Dorr          | Michael Hennes      | Nicole Enders-Buchmann    | Stephan Wiesemes    | Patrick Scholl             | Jasmin Schäfer      |             |
| 13          | Marina Schwall          | Véronique Wetzelaer | Christoph Heeren          | Raymond Heiners     | Kim Rauw                   | Arlette Kreps       |             |
| 14          | Berthold Neissen        | Rainer Hintemann    | Verena Posch              | Marc Komoth         | Darinka Theissen           | Monique Mertens     |             |
| 15          | Naomi Renardy           | Maria Dahmen        | Melanie Clos              | Nisha Henning       | Caroline Hagelstein        | Christoph Theis     |             |
| 16          | Serge Emontspohl        | Michael Dahlen      | Alice Vanloffelt          | Christiane Hoffmann | Marco Pauels               | Gaby Olbertz        |             |
| 17          | Belinda Geiben          | Isabel Pitz         | Michael Heck              | Marc Wagner         | Zoé Van Leendert           | Daniela Nix         |             |
| 18          | Sven Leufgen            | Lars Brüll          | Nicole Potiuk             | Karin Messerich     | James Wagner               | Roswitha Mertes     |             |
| 19          | Sally De Bruecker       | Line Lerho          | Manuel Jodocy             | Inge Schommer       | Patrick Jennes             | Roxane Baumgarten   |             |
| 20          | Frédéric Heuze          | Berthold Müller     | Katja Kreins              | Stephanie Mertes    | Jörg Lentzen               | Raphael Tangeten    |             |
| 21          | Hansi Krings            | Sabine Dreuw        | Patrick Thevissen         | Carina Schröder     | Sonja Cloot                | Mireille Schneiders |             |
| 22          | Frédéric Marenne        | Pascal Brüll        | Doris Schaus              | Alfons Velz         | Jonny Deliege              | Christel Meyer      |             |
| 23          | Silke Frantzen          | Patricia Brasseur   | Christoph Gentges         | Thao Haas           | Ilona Wetzels-Beckers      | Myriam Deraideux    |             |
| 24          | Iris Lampertz           | Hans Niessen        | Christine Mauel           | Leon Falkenberg     | Patrick Spies              | Bruno Peters        |             |
| 25          | Joky Ortmann            | Inga Voss-Werding   | Michael Scholl            | Daniel Hilligsmann  | Charles Servaty            | Tony Brusselmans    |             |
| Bron        |                         |                     |                           |                     |                            |                     |             |

## Uitslagen
| Partij            | Partij            | 2024    | 2024  | 2024   | 2019    | 2019  | 2019   | Verschil | Verschil |
| Partij            | Partij            | stemmen | %     | zetels | stemmen | %     | zetels | pp       | zetels   |
| ----------------- | ----------------- | ------- | ----- | ------ | ------- | ----- | ------ | -------- | -------- |
|                   | ProDG             | 11.654  | 29,10 | 8 / 25 | 9.146   | 23,33 | 6      | 5,77     | 2        |
|                   | CSP               | 7.920   | 19,78 | 5 / 25 | 9.069   | 23,14 | 6      | -3,36    | 1        |
|                   | Vivant            | 5.700   | 14,23 | 4 / 25 | 5.807   | 14,81 | 3      | -0,58    | 1        |
|                   | SP                | 5.473   | 13,67 | 3 / 25 | 5.820   | 14,85 | 4      | -1,18    | 1        |
|                   | PFF-MR            | 4.817   | 12,03 | 3 / 25 | 4.454   | 11,36 | 3      | 0,67     | =        |
|                   | Ecolo             | 3.644   | 9,10  | 2 / 25 | 4.902   | 12,51 | 3      | -3,41    | 1        |
|                   | Overige           | 839     | 2,09  | 0 / 25 | 432     | 1,15  |        |          |          |
| Totaal Geldig     | Totaal Geldig     | 40.047  | 100   | 25     | 39.198  | 100   | 25     | 0        | 0        |
| Blanco & Ongeldig | Blanco & Ongeldig | 3.346   | 7,71  |        | 3.305   | 7,78  |        | 0,07     |          |

1. ↑   HUPPERTZ+CO: 666 stemmen; 1,66% / Liste24.dg: 173 stemmen; 0,43%

## Verkozen volksvertegenwoordigers
- Oliver Paasch (ProDG, 7.120)
- Michael Balter (Vivant, 2.747)
- Antonios Antoniadis (SP, 2.727)
- Jérôme Franssen (CSP, 2.599)
- Pascal Arimont (CSP, 2.270)
- Lydia Klinkenberg (ProDG, 1.628)
- Liesa Scholzen (ProDG, 1.622)
- Fabienne Colling (Ecolo, 1.506)
- Gregor Freches (PFF, 1.393)
- José Grommes (ProDG, 1.373)
- Steffi Pauels (CSP, 1.262)

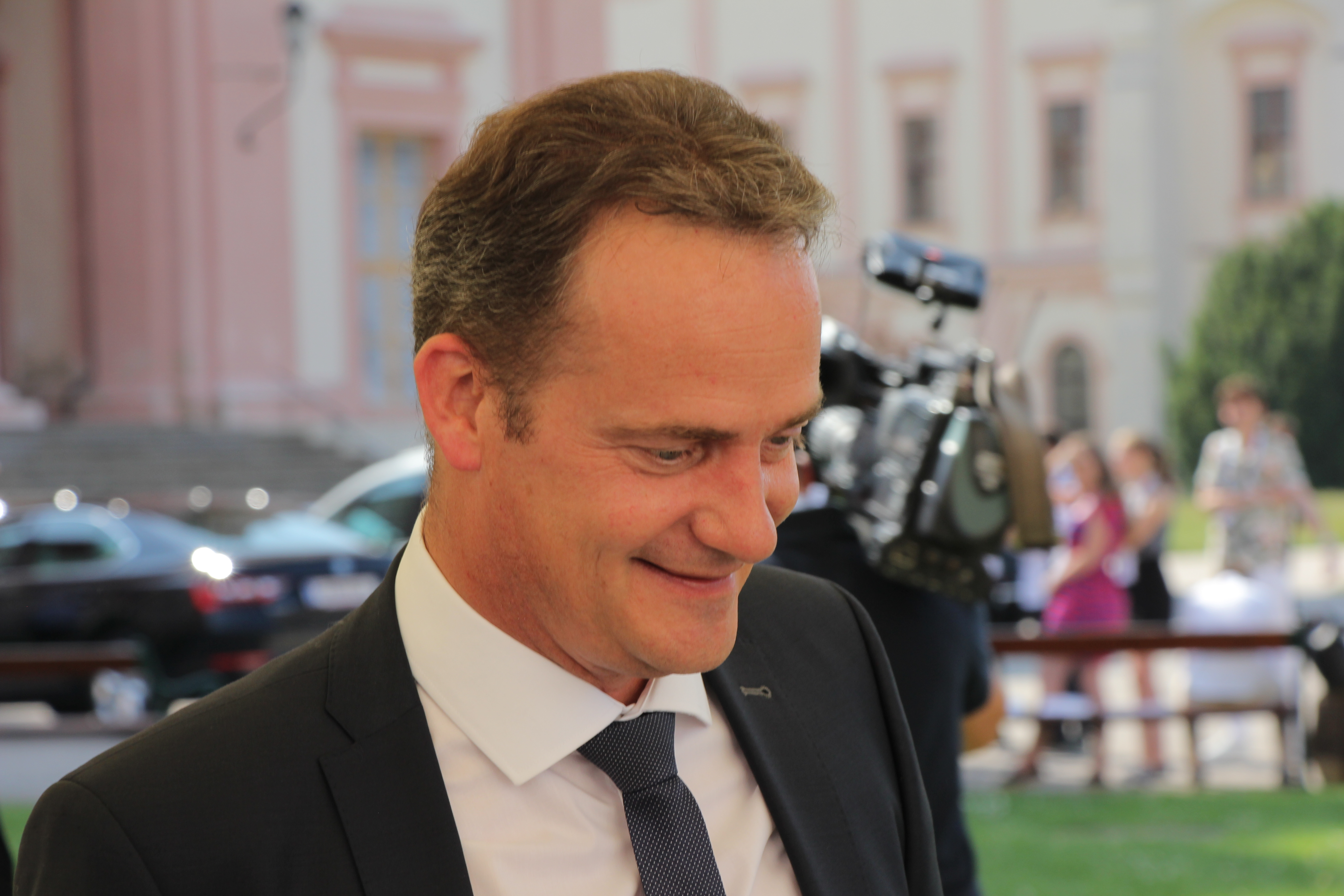
Minister-president Paasch kreeg de meeste voorkeurstemmen

- Patricia Creutz-Vilvoye (CSP, 1.227)
- Alain Mertes (Vivant, 1.130)
- Freddy Cremer (ProDG, 1.113)
- Evelyn Jadin (PFF, 1.087)
- Ewald Gangolf (ProDG, 998)
- Elena Peters (Vivant, 942)
- Diana Stiel (Vivant, 940)
- Elke Comoth (ProDG, 792)
- Kathy Elsen (ProDG, 766)
- Marcel Henn (CSP, 739)
- Andreas Jerusalem (Ecolo, 734)
- Björn Klinkenberg (SP, 572)
- Ralph Schröder (PFF, 419)
- Mechtilde Neuens (SP, 334)

## Regeringsformatie
De regering-Paasch III werd gevormd met de partijen ProDG, CSP en PFF.